# Шишковский, Богдан
Богдан Шишковский (пол. Bohdan Szyszkowski; 20 июня 1873, Трибухи — 13 августа 1931, Мысленице, Польша) — польский физикохимик, член Польской академии знаний (1929). Окончил Киевский университет (1896), работал там же (с 1907). Профессор Ягеллонского университета в Кракове (с 1920).
Основные труды Шишковского касаются области коллоидной химии и теории растворов. Экспериментально установил (1908) связь между поверхностным натяжением и концентрацией водных растворов поверхностно-активных веществ. Эта зависимость выражается уравнением, носящим имя Шишковского.

## Уравнение Шишковского
Уравнение Шишковского, устанавливающее зависимость поверхностного натяжения раствора от его концентрации:
σ0 − σ = A·ln(1+Kc)
где А — постоянная для всего гомологического ряда, которая не зависит от природы поверхностно-активных веществ (ПАВ); при температуре 20 °C, А≈0,2; K — постоянная, характеризующая увеличение поверхностной активности при переходе к каждому следующему члену гомологического ряда Kn+1/Kn=3÷3,5.
Примечательно, что это уравнение, полученное на основе обобщения экспериментальных данных, оказалось очень точным и применимым практически для всех ПАВ в широкой области концентраций растворов.